# 하야시나카촌 (이시카와현)
하야시나카촌(林中村)은 이시카와현 이시카와군에 설치되었던 촌이다. 현재의 하쿠산시에 해당한다.